# Nanguneri
Nanguneri là một thị xã panchayat của quận Tirunelveli thuộc bang Tamil Nadu, Ấn Độ.

## Địa lý
Nanguneri có vị trí 8°29′B 77°40′Đ / 8,48°B 77,67°Đ Nó có độ cao trung bình là 141 mét (462 feet).

## Nhân khẩu
Theo điều tra dân số năm 2001 của Ấn Độ, Nanguneri có dân số 6764 người. Phái nam chiếm 49% tổng số dân và phái nữ chiếm 51%. Nanguneri có tỷ lệ 76% biết đọc biết viết, cao hơn tỷ lệ trung bình toàn quốc là 59,5%: tỷ lệ cho phái nam là 83%, và tỷ lệ cho phái nữ là 70%. Tại Nanguneri, 10% dân số nhỏ hơn 6 tuổi.